# Artus de Bretagne
Artus de Bretagne est un roman médiéval en prose daté du XIVe siècle

## L'oeuvre
Artus de Bretagne est un roman médiéval en prose daté du XIVe siècle, probablement entre 1276 et 1312, réédité en 1584 et 1624 pour sa version courte. La version longue poursuit le récit après le mariage des deux héros (Artus, fils du duc de Bretagne, et Florence, fille du roi Emenidus d'Inde), fin de la version courte. Aujourd'hui, il n'existe que deux éditions critiques d'Artus de Bretagne. La première, réalisée par Nicole Cazauran et Christine Ferlampin-Acher, est un fac-similé de l'édition de 1584, avec une introduction qui présente l'œuvre. La seconde édition critique est faite par Christine Ferlampin-Acher, en 2017. Cette quantité d'édition moderne dArtus témoigne qu'il s'agit là d'une des rares œuvres arthuriennes à n'avoir pratiquement pas connu d'édition par la critique moderne, ni même d'études (il en existe très peu). Bien quArtus de Bretagne semble ainsi avoir été oublié de la critique moderne, il existe plusieurs témoins manuscrits de l'ouvrage, et beaucoup d'éditions réalisées entre 1493 et 1776. Cependant, ces témoins manuscrits et ces éditions demeurent tous écrits en ancien français, ce qui rend leur lecture plus difficile. 

## Témoins manuscrits connus
Les manuscrits sont classés par ordre alphabétique de localisation.
1. Bruxelles, Bibliothèque royale de Belgique, 9088 [5]
2. Carpentras, Bibliothèque Inguimbertine, 403
3. Londres, British Library, Additional, 10295
4. New York, Public Library, Spencer, 34
5. Paris, Bibliothèque nationale de France, Arsenal, 2992
6. Paris, Bibliothèque nationale de France, français, 761
7. Paris, Bibliothèque nationale de France, français, 1431
8. Paris, Bibliothèque nationale de France, français, 1432
9. Paris, Bibliothèque nationale de France, français, 12549
10. Paris, Bibliothèque nationale de France, français, 19163
11. Turin, Biblioteca Nazionale Universitaria, L. III. 31 (1663)
12. Vatican, Biblioteca Apostolica Vaticana, Ottoboniani latini, 2241
13. Vatican, Biblioteca Apostolica Vaticana, Reginensi latini, 738

Ces témoins manuscrits sont présentés dans une liste exhaustive réalisée par Brian Woledge puis revue par Christine Ferlampin-Acher dans son introduction à l'édition de 2017.

## Éditions anciennes
1. Le livre du vaillant et preulx chevalier Artus, filz du duc de Bretaigne, Lyon, Jean de La Fontaine, 7 juillet 1493[5]
2. Le petit Artus de Bretaigne; Le livre du vaillant et preux chevalier Artus, filz du duc de Bretaigne, Lyon, [Michel Topié], 13 juin 1496
3. Le preux et vaillant chevallier Artus de Bretaigne. Nouvellement imprimé a Paris, Paris, Michel Le Noir, 15 février 1502 (1503 n. st.)
4. Le preux chevallier Artus de Bretagne, Paris, Michel Le Noir, 1509
5. Le preux chevalier Artus de Bretaigne, Paris, Michel Le Noir, 15 décembre 1514
6. Le preux chevallier Artus de Bretaigne, Paris, Veuve Jean Trepperel, [vers 1520]
7. Les merveilleux faictz du preux et vaillant chevalier Artus de Bretaigne, Paris, 1523
8. S'ensuit le preux chevalier Artus de Bretaigne, traictant de merveilleux faitz, Paris, Alain Lotrian, [vers 1531]
9. S'ensuit le preux chevalier Artus de Bretaigne, traictant de merveilleux faitz, Paris, Alain Lotrian et Denis Janot, [vers 1533]
10. S'ensuit le preux chevalier Artus de Bretaigne, traictant de merveilleux faitz, Paris, Veuve Jean Trepperel, [vers 1536]
11. S'ensuit le romant des faictz merveilleux du preux et vaillant chevallier Artus de Bretaigne, Paris, Pierre Sergent, [vers 1540]
12. Les merveilleux faits du preux et vaillant chevalier Artus de Bretagne, Paris, [vers 1543]
13. Artus de Bretaigne. L'hystoire des faitz et gestes du noble preux et vaillant chevalier Artus de Bretaigne, lequel fut filz au bon duc de Bretaigne. Et comment ledict Artus conquist la porte noire ou Proserpine estoit, qui luy enseigna l'escu blanc qui estoit au vergier que jamais homme ne peut arracher fors que Artus, lequel l'eut sans difficulté et l'espee face que jamais homme ne peut tirer hors du fourreau excepté ledict Artus qui la tira legierement, Lyon, Olivier Arnoullet, 20 octobre 1556
14. Artus de Bretaigne. L'hystoire des faitz et gestes du noble preux et vaillant chevalier Artus de Bretaigne, lequel fut filz au bon duc de Bretaigne. Et comment ledict Artus conquist la porte noire ou Proserpine estoit, qui luy enseigna l'escu blanc qui estoit au vergier que jamais homme ne peut arracher fors que Artus, lequel l'eut sans difficulté et l'espee face que jamais homme ne peut tirer hors du fourreau excepté ledict Artus qui la tira legierement, Lyon, Olivier Arnoullet
15. S'ensuyt le rommant des merveilleux faitz du vaillant et preux chevalier Artus de Bretaigne, Paris, Jean Bonfons
16. Les merveilleux faictz du preux et vaillant chevalier Artus de Bretaigne, Paris, Jean Bonfons
17. Histoire des merveilleux faicts du preux et vaillant chevalier Artus de Bretaigne, et des grandes adventures ou il s'est trouvé en son temps, Paris, Nicolas Bonfons, 1584
18. Le petit Artus de Bretagne, Troyes, Nicolas Oudot, 1628
19. Comte de Tressan, Corps d'extraits de romans de chevalerie dans Bibliothèque universelle des romans, 1776.